# Campeonato Sul-Americano de Futebol de Salão de 1969
O Campeonato Sul-Americano de Futebol de Salão de 1969 foi a 2ª edição do Campeonato Sul-Americano de Futebol de Salão entre seleções nacionais, organizado pela Confederação Sul-Americana de Futebol de Salão. Todos os jogos foram disputados na cidade de Assunção, Paraguai. 
O Brasil sagrou-se campeão batendo o Paraguai na final.

## Premiação
| Campeonato Sul-Americano de Futebol de Salão de 1969 |
| ---------------------------------------------------- |
| Brasil 1º Título                                     |